# Kai Manne Börje Siegbahn
Kai Manne Börje Siegbahn (Lund, Escania; 20 de abril de 1918-Ängelholm, Escania; 20 de julio de 2007) fue un físico sueco galardonado con el Premio Nobel de Física en 1981.

## Biografía
Nació el 20 de abril de 1918 en la ciudad sueca de Lund, hijo del físico y Premio Nobel en 1924 Manne Siegbahn. En 1936 ingresó en la Universidad de Upsala para estudiar física, química y matemáticas, y donde se licenció en 1942. En 1944 se doctoró en la Universidad de Estocolmo, ingresando a trabajar aquel mismo año en el Instituto Nobel de Física. Entre 1951 y 1954 fue profesor del Real Instituto de Tecnología de Estocolmo y, desde aquel año, jefe del departamento de física en la Universidad de Upsala.

## Búsqueda científica
Inició su búsqueda alrededor de la física atómica y la física molecular, desarrollando estudios sobre el plasma y la óptica electrónica. Interesado posteriormente en la espectroscopia, Siegbahn desarrolló técnicas de análisis químico en el láser espectroscópico de alta resolución creado por él mismo.
En 1981 compartió el Premio Nobel de Física con los físicos Nicolaas Bloembergen y Arthur Leonard Schawlow por sus trabajos sobre la espectroscopia, y Siegbahn especialmente por sus contribuciones en el desarrollo del láser espectroscópico de alta resolución. 